# HD 63660
HD 63660，又名CD-24 6022，SAO 174592、HR 3043，是一颗恒星，视星等为5.33，位于銀經241.47，銀緯0.49，其B1900.0坐标为赤經7h 44m 49.6s，赤緯-24° 0.49′ 44″。